# Pawel Aslanbekowitsch Sofjin

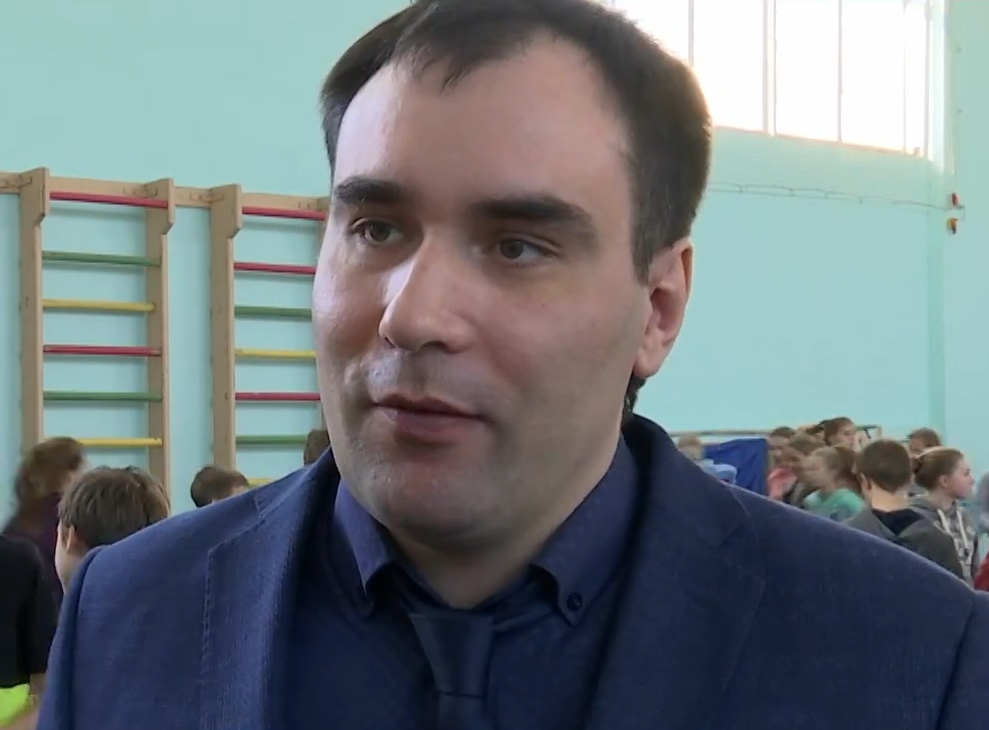
Pawl Sofjin (Januar 2018)

Pawel Aslanbekowitsch Sofjin (russisch Павел Асланбекович Софьин, engl. Transkription Pavel Sofin; * 4. September 1981 in Moskau) ist ein ehemaliger russischer Kugelstoßer.
Bei den Leichtathletik-Weltmeisterschaften 2003 in Paris/Saint-Denis und den Olympischen Spielen 2004 in Athen schied Sofjin in der Qualifikation aus. 2006 wurde er bei den Hallenweltmeisterschaften in Moskau zunächst Vierter und erhielt wegen der Doping-Disqualifikation von Andrej Michnewitsch nachträglich Bronze. Bei den Europameisterschaften in Göteborg wurde Sofjin Fünfter. Im Jahr darauf belegte er bei den Weltmeisterschaften in Osaka den zehnten Platz.
2008 verbesserte Sofjin seine persönlichen Rekorde in der Halle auf 20,68 Meter (Moskau am 10. März) und im Freien auf 20,63 Meter (Sotschi am 28. Mai). Bei den Olympischen Spielen in Peking wurde er Achter.